# Radicaal 124
Radicaal 124 is een van de 29 van de 214 Kangxi-radicalen dat bestaat uit zes strepen.
In het Kangxi-woordenboek zijn er 220 karakters die dit radicaal gebruiken.

## Karakters met het radicaal 124

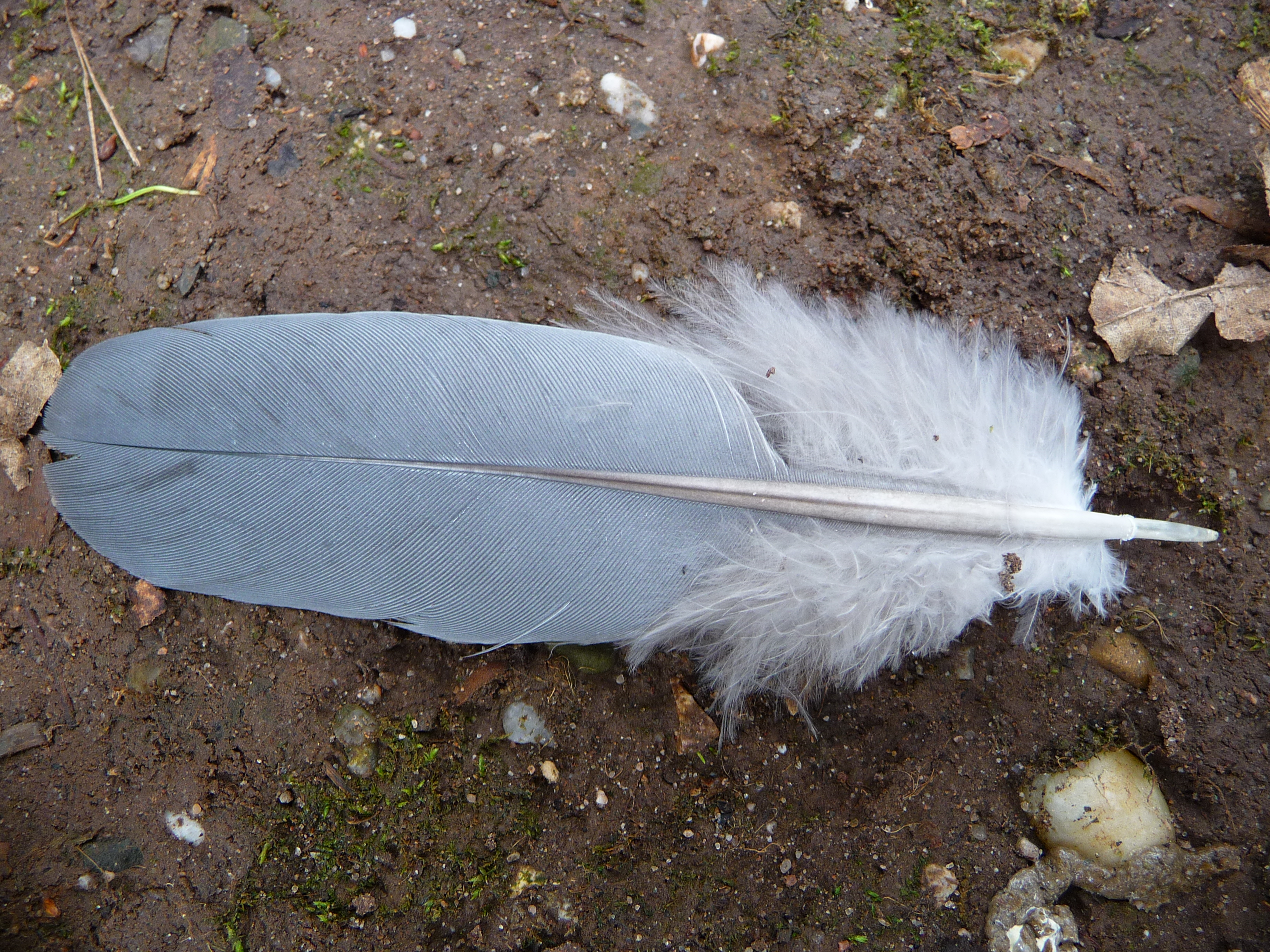
Grijze ganzenveer

| Strepen | Karakter                            |
| ------- | ----------------------------------- |
| + 0     | 羽                                  |
| + 3     | 羾 羿                               |
| + 4     | 翀 翁 翂 翃 翄 翅 翆                |
| + 5     | 翇 翈 翉 翊 翋 翌 翍 翎 翏 翐 翑 習 |
| + 6     | 翓 翔 翕 翖 翗 翘 翙 翚             |
| + 7     | 翛 翜 翝                            |
| + 8     | 翞 翟 翠 翡 翢 翣 翤                |
| + 9     | 翥 翦 翧 翨 翩 翪 翫 翬 翭          |
| + 10    | 翮 翯 翰 翱                         |
| + 11    | 翲 翳 翴 翵 翶 翼                   |
| + 12    | 翷 翸 翹 翺 翻                      |
| + 13    | 翽 翾                               |
| + 14    | 翿 耀                               |

Orakelbotkarakter
Bronskarakter
Groot zegelkarakter
Klein zegelkarakter